# Mildura
Mildura è una città nel nord-ovest dello Stato di Victoria, in Australia. Si trova nella regione Sunraysia, ed è affacciata sulle rive del fiume Murray. La popolazione attuale del comune è stimata in 50.042 abitanti.
Mildura è un importante centro agricolo noto per la sua produzione di uva. Fornisce circa l'80% di uve dello Stato Victoria.
Il suo nome deriva dalla fattoria Mildura, uno dei primi allevamenti di pecore che occupava una parte considerevole della superficie della zona.

## Curiosità
Nel novembre 2012 è passata alle cronache mondiali in quanto le autorità australiane diffusero un comunicato di avviso in quanto l'applicazione di geolocalizzazione Apple Maps presente nel sistema iOS 6 forniva indicazioni errate e potenzialmente pericolose. In particolare, il servizio della Apple segnalava la città di Mildura a 70 chilometri dalla posizione effettiva, nel cuore di un parco nazionale Murray-Sunset dove le temperature arrivano a 46 gradi. L'avviso di attenzione è stato diramato dopo che agenti hanno recuperato diversi automobilisti dispersi.

## Società

### Evoluzione demografica
Secondo il censimento del 2006, le persone risiedenti erano 30.016 suddivise in 13.053 nuclei familiari. L'82,8% dei residenti di Mildura è australiana. I nati all'estero provengono principalmente da:
- Gran Bretagna (1,5%)
- Italia (1,4%)
- Turchia (1,4%)
- Nuova Zelanda (1,1%)
- Grecia (0,5%)